# Clustertruck
Clustertruck ist ein Jump-’n’-Run-Indie-Spiel, das von Landfall Games entwickelt und von tinyBuild herausgegeben wird. Das Spiel wurde am 27. September 2016 für Windows, OS X, Linux, PlayStation 4, Nintendo Switch und Xbox One veröffentlicht. Der Name des Spiels ist ein Wortspiel mit dem Wort „Clusterfuck“, das „eine chaotische Situation, in der alles schief zu laufen scheint“ beschreibt.

## Gameplay
In Clustertruck steuert der Spieler einen Charakter aus der First-Person-Perspektive. Man soll auf eine sich bewegende Reihe von Lastwagen springen und Hindernisse sowie Staus und Unfälle vermeiden. Der Spieler kann nichts anderes als Lastwagen berühren und wird ansonsten seine Aufgabe, das Ziel am Ende des Levels zu erreichen, nicht erfüllen.
Die Punktzahl richtet sich nach der Geschwindigkeit, mit der der Spieler eine Ziellinie erreicht, und einer Reihe von Stilpunkten, die auf verschiedenen Tricks beruhen, wie z. B. dem Abspringen von einem LKW, der sich gerade in der Luft befindet. Die gesammelten Punkte des Spielers können verwendet werden, um eine von mehreren Fähigkeiten zu erwerben, wie z. B. einen Doppelsprung oder einen schnellen Geschwindigkeitsschub, mit denen man dann entweder erfolgreich schwierigere Levels bestehen oder seine Zeit verbessern und bessere Ergebnisse erzielen kann.

## Entwicklung
Die Entwicklung von Clustertruck begann im September 2015, nachdem die Entwicklung des vorherigen Spiels von Landfall Games, Square Brawl, abgeschlossen war. Das Spiel wurde am 16. Dezember 2015 mit einem Trailer und einem Veröffentlichungsdatum vom April 2016 offiziell vorgestellt. Auf der PAX South 2016 wurde bekanntgegeben, dass Landfall Games einen Publishing-Vertrag mit tinyBuild unterzeichnet hat. Dieser Deal veranlasste die Entwickler, den Veröffentlichungstermin auf das dritte Quartal 2016 zu verschieben. Der CEO von Landfall Games, Wilhelm Nylund, sagte, dass „das Spiel ursprünglich als kleines Projekt mit einer kurzen Entwicklung gedacht war“, änderte jedoch seine Meinung und betrachtete das Spiel als noch weiter verzögert, da es „immer mehr an Bodenhaftung gewinnt“. Als Aprilscherz veröffentlichte Landfall eine kostenlose Demo-Version von Clustertruck namens Supertruck, die den visuellen Stil und die Mechanik des kürzlich veröffentlichten Superhot enthielt, bei dem sich die Zeit innerhalb des Spiels nur dann vorwärts bewegt, wenn sich der Spiel-Charakter bewegt.
Landfall gab Preview-Kopien des Spiels an diverse YouTube- und Twitch-Streamer, um Werbung für den Titel zu machen. Das Spiel wurde am 27. September 2016 veröffentlicht.

## Rezeption
Das Spiel erhielt im Großen und Ganzen positive Bewertungen. So sagte zum Beispiel Martin Robinson von Eurogamer, dass „Clustertruck wunderschön ist, wenn es funktioniert“.